# Југославија на Светском првенству у атлетици на отвореном 1991.
СФР Југославија је учествовала на 3. Светском првенству на отвореном 1991. одржаном од 23. августа до 1. септембра у Токију, на Олимпијском стадиону. Ово је било последње Светско првенство на којем су учествовали атлетичари као представници СФРЈ
На првенству у Токију Југославију је представљало 15 спортиста (11 мушкараца и 4 жене) који су се такмичили у 10 дисциплина.
Југославија није освојила ниједну медаљу, а најбољи пласман остварили су такмичари у трци мушких штафета 4 х 400 м. Освојили су 4. место и оборили национални рекорд. Рекорд је оборила и Снежана Ћирић у трци на 10.000 метара.
На табели успешности (према броју и пласману такмичара који су учествовали у финалним такмичењима (првих 8 такмичара)), делила је 32 место са 7 бодова. По овом основу бодове су добили представници 46 земаља, од 153 земље учеснице.
| Плас. | Земља | 1. место | 2. место | 3. место | 4. место | 5. место | 6. место | 7. место | 8. место | Бр. финал. | Бод. |
| ----- | ----- | -------- | -------- | -------- | -------- | -------- | -------- | -------- | -------- | ---------- | ---- |
| =32   | СФРЈ  | 0        | 0        | 0        | 1        | 0        | 0        | 1        | 0        | 2          | 7    |

## Учесници
| Бр. | Дисциплина    | Мушкарци | Жене                                  | Укупно |
| --- | ------------- | --- | ------------------------------------- | ------ |
| 1.  | 800 м         | Слободан Поповић, АК Црвена звезда, Београд |                                       | 1      |
| 2.  | 1.500 м       | | Снежана Пајкић, АК Морава, Ћуприја    | 1      |
| 3.  | 10.000 м      | | Сузана Ћирић, АК Железничар, Инђија   | 1      |
| 4.  | 100 м препоне | | Бригита Буковец, АК Олимпија, Љубљана | 1      |
| 5.  | 4 х 400 м     | Дејан Јовковић АК Партизан Београд, Ненад Ђуровић АК Партизан Београд, Исмаил Мачев АК Црвена звезда Београд, Слободан Бранковић АК Партизан Београд |                                       | 4      |
| 6.  | Скок увис     | Драгутин Топић АК Црвена звезда, Београд |                                       | 1      |
| 7.  | Скок удаљ     | Борут Билач АК Олимпија, Љубљана | Тамара Малешев АК Војводина, Нови Сад | 2      |
| 8.  | Бацање кугле  | Драган Перић, АК Партизан, Београд |                                       | 1      |
| 9.  | Бацање копља  | Сејад Крџалић, АК Партизан, Београд Радоман Шћекић, АК Црвена звезда, Београд                                                                        |                                       | 2      |
| 10. | Десетобој     | Саша Каран, АК Партизан, Београд |                                       | 1      |
|     | Укупно (10)   | 11 | 4                                     | 15     |

## Нови националнни рекорди
| Дисциплина          | Резултат | Атлетичар/ка                                                    |
| ------------------- | -------- | --------------------------------------------------------------- |
| 10.000 м, жене      | 32:28,09 | Сузана Ћирић                                                    |
| 4 х 400 м, мушкарци | 2:59,95  | Дејан Јовковић, Ненад Ђуровић, Исмаил Мачев, Слободан Бранковић |

## Резултати

### Мушкарци
| Атлетичар                                                       | Дисциплина   | Лични рекорд | Квалификације                                 | Квалификације                                 | Полуфинале                                    | Полуфинале                                    | Финале                                        | Финале                                        | Детаљи |
| Атлетичар                                                       | Дисциплина   | Лични рекорд | Резултат                                      | Место                                         | Резултат                                      | Место                                         | Резултат                                      | Место                                         | Детаљи |
| --------------------------------------------------------------- | ------------ | ------------ | --------------------------------------------- | --------------------------------------------- | --------------------------------------------- | --------------------------------------------- | --------------------------------------------- | --------------------------------------------- | ------ |
| Слободан Поповић                                                | 800 м        | 1:44,75 НР   | 1:46,89                                       | 3. гр 2                                       | Није се пласирао                              | Није се пласирао                              | Није се пласирао                              | 22/42                                         |        |
| Дејан Јовковић, Ненад Ђуровић, Исмаил Мачев, Слободан Бранковић | 4 х 400      |              | 2:59,95 НР                                    | 2. у гр 3 КВ                                  |                                               |                                               | 3:00,32                                       | 4/ 16 (17)                                    |        |
| Драгутин Топић                                                  | скок увис    | 2,32 НР      | 2,27                                          | =5. гр А                                      |                                               |                                               | 2,28                                          | 9/ 38 (40)                                    |        |
| Борут Билач                                                     | скок удаљ    | 8,24         | Без пласмана, није имао ниједан исправан скок | Без пласмана, није имао ниједан исправан скок | Без пласмана, није имао ниједан исправан скок | Без пласмана, није имао ниједан исправан скок | Без пласмана, није имао ниједан исправан скок | Без пласмана, није имао ниједан исправан скок |        |
| Драган Перић                                                    | бацање кугле | 20,47        | 19,21                                         | 7. гр. А кв                                   |                                               |                                               | 19,83                                         | 7/ 21 (23)                                    |        |
| Сејад Крџалић                                                   | бацање копља | 83,34 НР     | 73,84                                         | 13. гр. А                                     |                                               |                                               | Нису се пласирали                             | 28/ 43                                        |        |
| Радоман Шћекић                                                  | бацање копља | 81,68        | 76,10                                         | 11. гр. Б                                     | 21/ 43                                        |                                               | Нису се пласирали                             |                                               |        |

Десетобој
| Дисциплина    | Саша Каран | Саша Каран | Саша Каран | Саша Каран | Саша Каран | Саша Каран    |
| Дисциплина    | Лич. рек.  | Резултат   | Бод.       | Плас.      | Укупно     | Плас.         |
| ------------- | ---------- | ---------- | ---------- | ---------- | ---------- | ------------- |
| 100 м         | 11,29      | 11,32      | 791        | 22.        |            |               |
| Скок удаљ     | 7,23       | 6,79       | 764        | 23.        | 1.555      | 23.           |
| Бацање кугле  | 14,13      | 13,06      | 671        | 22.        | 2.226      | 24.           |
| Скок увис     | 2,01       | 1,94       | 749        | 20.        | 2.975      | 23.           |
| 400 м         | 49,65      | 49,53 ЛР   | 836        | 8.         | 3.811      | 22.           |
| 110 м препоне | 14,61      | 15,37      | 805        | 18.        | 4.616      | 22            |
| Бацање диска  | 49,98      | 47,16      | 811        | 6.         | 5.427      | 19.           |
| Скок мотком   | 4,40       | 4,20       | 673        | 20.        | 6.100      | 17.           |
| Бацање копља  | 58,96      | 52,38      | 624        | 19.        | 6,724      | 19.           |
| 1.500 м       | 4:21,52    | 4:30.03    | 767        | 10.        |            |               |
| Десетобој     | 8.057      |            |            |            | 7.468      | 18. / 22 (30) |

### Жене
| Атлетичарка     | Дисциплина    | Лични рекорд | Квалификације | Квалификације | Полуфинале        | Полуфинале        | Финале            | Финале       | Детаљи                                  |
| Атлетичарка     | Дисциплина    | Лични рекорд | Резултат      | Место         | Резултат          | Место             | Резултат          | Место        | Детаљи                                  |
| --------------- | ------------- | ------------ | ------------- | ------------- | ----------------- | ----------------- | ----------------- | ------------ | --------------------------------------- |
| Снежана Пајкић  | 1,500 м       | 4:08,12 НР   | 4:14,20       | 12. гр 1      |                   |                   | Није се пласирала | 26/ 38 (42)  |                                         |
| Сузана Ћирић    | 10.000 м      |              | 32:28,09 НР   | 15. у гр. 1   |                   |                   | Није се пласирала | 28./ 47 (49) |                                         |
| Бригита Буковец | 100 м препоне | 13,40        | 13,44         | 5. у гр. 4    | Није се пласирала | Није се пласирала | Није се пласирала | 28./ 47 (49) |                                         |
| Тамара Малешев  | скок удаљ     | 6,68 НР      | 6,27          | 14. у гр. 1   |                   |                   | Није се пласирала | 28./ 29 (31) | Архивирано на веб-сајту (24. март 2016) |